# Nordheim vor der Rhön
Nordheim vor der Rhön là một đô thị trong huyện Rhön-Grabfeld bang Bayern thuộc nước Đức.